# Governació d'As-Suwayda
La governació o muhàfadha d'As-Suwayda —en àrab محافظة السويداء, muḥāfaẓat as-Suwaydāʾ— és una de les catorze muhàfadhes o governacions que conformen l'organització políticoadministrativa de la República Àrab Siriana.
As-Suwayda està situada a la part sud-oest del país. Limita amb les províncies de Rif Dimashq, Dar'a, i amb Jordània. La capital d'aquesta província és la ciutat d'As-Suwayda. Altres ciutats són Chahba i Salkhad. Té una superfície de 5.550 quilòmetres quadrats i una població de 346.000 persones (estimacions de 2007). La densitat poblacional d'aquesta província siriana és de 62,34 habitants per cada quilòmetre quadrat de la governació.